# Handel międzynarodowy
Handel międzynarodowy – wymiana towarów i usług między podmiotami pochodzącymi z różnych państw, w tym ugrupowań ponadnarodowych i grup państw.
Handel międzynarodowy jest znaczącym czynnikiem dynamizującym ogólnoświatowy rozwój gospodarczy, gwarantuje stałe dostawy potrzebnych surowców, płodów rolnych, dóbr kooperacyjnych oraz technologii. Podstawowymi formami współpracy są obrót towarowy (import, eksport, reeksport) oraz tak zwane obroty niewidzialne (turystyka, usługi transportowe, pocztowo-telekomunikacyjne, kredyty). Wykaz wartości eksportu i importu to bilans handlowy kraju. Bilans płatniczy kraju to bilans wraz z obrotami niewidzialnymi.
Państwa o bardziej umiędzynarodowionych, otwartych gospodarkach (co jest definiowane jako udział importu i eksportu w PKB) zwykle mają również wyższy poziom PKB per capita.